# Apolônio Mólon
Apolônio Mólon (português brasileiro) ou Apolónio Mólon (português europeu) ou Molo de Rodes (ou simplesmente Mólon; em grego clássico: Ἀπολλώνιος ὁ Μόλων; em latim: Apollonius Molon) foi um retor grego, que floresceu aproximadamente em 70 a.C.

## Vida e obra
Ele era natural de Alabanda, na Cária, um discípulo de Menecles, e se estabeleceu em Rodes. Visitou duas vezes Roma como embaixador de Rodes, e muitos romanos importantes foram seus alunos, inclusive Cícero (que o visitou durante sua viagem à Grécia em 79-77 a.C.) e Caio Júlio César. Tem a fama de ter citado Demóstenes ao contar para seus alunos que os três primeiros elementos de retórica eram "Entrega, Entrega e Entrega". Ele tinha uma reputação estelar nos tribunais romanos, e até foi convidado para discursar no senado romano em grego - uma honra normalmente não concedida a embaixadores estrangeiros.
Apolônio escreveu sobre Homero e se esforçou para moderar o estilo asiático demasiado lírico e cultivar uma tendência "aticista". Flávio Josefo, em Contra Apionem, acusa Apolônio Mólon de fanático antissemita e de ter sido uma das fontes usadas por Apião para falar contra os judeus.